# Pánuco
Pánucoⓘ – meksykańska rzeka, która rozpoczyna się na Płaskowyżu Meksykańskim (hiszp. Altiplanicie Mexicana) i jest częścią systemu hydrologicznego znanego jako Tula-Moctezuma-Pánuco.
Pánuco jest jedną z najbogatszych (w wodę) rzek w Meksyku. Wpadają do niej inne, mniejsze rzeki, jak na przykład Tamesí. Pánuco ma długość około 120 kilometrów, lecz cały system wraz z rzekami Moctezuma i Tula osiąga 510 kilometrów. Rzeka uchodzi do Zatoki Meksykańskiej.